# Kreis Ibrány
Der Kreis Ibrány (ungarisch Ibrányi járás) ist ein Kreis im Nordwesten des nordostungarischen Komitats Szabolcs-Szatmár-Bereg. Er grenzt im Westen und Süden an den Kreis Nyíregyháza, im Osten an die Kreise Kisvárda und Kemecse. Im Norden bildet das Komitat Borsod-Abaúj-Zemplén die Grenze.

## Geschichte
Der Kreis ging während der ungarischen Verwaltungsreform Anfang 2013 aus 8 der 17 Gemeinden des Vorgängers, dem Kleingebiet Ibrány-Nagyhalász (ungarisch Ibrány-Nagyhalászi kistérség) hervor. Die anderen 9 Gemeinden (41,5 % der Fläche und 45,9 % der Bevölkerung des Kleingebiets) gelangten dabei in den südöstlicher gelegenen Kreis Kemecse.

## Gemeindeübersicht
Der Kreis Ibrány hat eine durchschnittliche Gemeindegröße von 2.909 Einwohnern auf einer Fläche von 38,11 Quadratkilometern. Die Bevölkerungsdichte des mittleren Kreises liegt unter dem Komitatswert. Der Verwaltungssitz befindet sich in der größten Stadt, Ibrány, im Zentrum des Kreises gelegen.
| Gemeinde      | Status       | Herkunft Kleingebiet | Einwohnerzahl | Einwohnerzahl | Einwohnerzahl | Fläche (km²) | Bevölkerungs- dichte (Ew./km²) |
| Gemeinde      | Status       | Herkunft Kleingebiet | 01.10.2011    | 01.01.2013    | 01.01.2016    | 01.01.2016   | Bevölkerungs- dichte (Ew./km²) |
| ------------- | ------------ | -------------------- | ------------- | ------------- | ------------- | ------------ | ------------------------------ |
| Balsa         | Gemeinde     | Ibrány-Nagyhalász    | 843           | 837           | 842           | 22,52        | 37,4                           |
| Buj           | Gemeinde     | Ibrány-Nagyhalász    | 2.277         | 2.303         | 2.244         | 32,76        | 68,5                           |
| Gávavencsellő | Großgemeinde | Ibrány-Nagyhalász    | 3.574         | 3.528         | 3.413         | 66,83        | 51,1                           |
| Ibrány        | Stadt        | Ibrány-Nagyhalász    | 6.801         | 6.835         | 6.662         | 60,39        | 110,3                          |
| Nagyhalász    | Stadt        | Ibrány-Nagyhalász    | 5.632         | 5.741         | 5.660         | 44,31        | 127,7                          |
| Paszab        | Gemeinde     | Ibrány-Nagyhalász    | 1.221         | 1.273         | 1.243         | 12,96        | 95,9                           |
| Tiszabercel   | Gemeinde     | Ibrány-Nagyhalász    | 1.894         | 1.897         | 1.809         | 31,37        | 57,7                           |
| Tiszatelek    | Gemeinde     | Ibrány-Nagyhalász    | 1.437         | 1.436         | 1.399         | 33,77        | 41,4                           |
| Kreis Ibrány  |              |                      | 23.679        | 23.850        | 23.272        | 304,91       | 76,3                           |